# Галиавола
Галиа̀вола (на италиански: Galliavola, на местен диалект: Galiaula, Галиаула) е село и община в Северна Италия, провинция Павия, регион Ломбардия. Разположено е на 90 m надморска височина. Населението на общината е 201 души (към 2017 г.).